# Route nationale 436
Die Route nationale 436, kurz N 436 oder RN 436 war von 1933 bis 1973 eine französische Nationalstraße, die von einer Straßenkreuzung mit der Nationalstraße 433 in der Nähe von Trévoux abzweigte und zu einer Kreuzung mit der Nationalstraße 5 nördlich von Gex verlief. Sie verlief durch zwei Départements, derer Grenze sie viermal querte. Ihre Länge betrug 152 Kilometer.